# روکاگل‌آمید
روکاگل‌آمید (به انگلیسی: Rocaglamide) با فرمول شیمیایی C۲۹H۳۱NO۷ یک ترکیب شیمیایی با شناسه پاب‌کم ۳۳۱۷۸۳ است. که جرم مولی آن ۵۰۵٫۶ g/mol می‌باشد. 